# Love Is a Losing Game
«Love Is a Losing Game» es una canción escrita y grabada por la cantante y compositora británica Amy Winehouse para su segundo álbum Back to Black (2006) como quinto sencillo del álbum. La canción fue publicada el 10 de diciembre de 2007 en el Reino Unido, y fue añadida a la lista de canciones de BBC Radio 1 el 7 de noviembre de ese año.

## Lanzamiento y recepción
George Michael nombró la canción como una de sus ocho elecciones en el programa de radio de la BBC Radio Four, Desert Island Discs. Cuando se le preguntó que cuál de sus ocho opciones elegiría si tuviera que elegir solo una, él optó por «Love Is a Losing Game». Prince ha interpretado la canción en vivo. El 21 de septiembre de 2007, se unió en el escenario a Winehouse en el aftershow final de su maratón en el O2, y cantaron la canción juntos.
«Love Is a Losing Game» es la canción que debutó más bajo en las listas de entre los sencillos de Back to Black, alcanzando la posición n.° 46 en el UK Singles Chart y durando cuatro semanas en la lista UK Top 100 (46-61-76-98).
Winehouse interpretó «Love Is a Losing Game» en vivo cuando apareció en el Premio Mercury de 2007. Después volvió a interpretarla en los premios Brit Awards, en su edición de 2008. La canción ganó el premio a Best Song Musically and Lyrically en la edición de 2008 de los Ivor Novello Awards el 22 de mayo de ese año.
En 2008, a los estudiantes de último grado de literatura de la Universidad de Cambridge se les pidió que analizaran la letra de esta canción, así como las líricas de Walter Raleigh, Bob Dylan y Billie Holiday, como parte de sus exámenes finales en «crítica práctica».

## Lista de canciones
CD
| N.º | Título                                                             | Duración |  |
| 1.  | «Love Is a Losing Game»                                            | 2:35     |  |
| 2.  | «Love Is a Losing Game» (Kardinal Beats Remix)                     | 3:22     |  |
| 3.  | «Love Is a Losing Game» (Moody Boyz Original Ruffian Badboy Remix) | 7:12     |  |
| 4.  | «Love Is a Losing Game» (Truth And Soul Remix)                     | 3:55     |  |
| 5.  | «Love Is a Losing Game» (Enhanced Video)                           | 2:35     |  |

## Reconocimientos
| Año  | Premio              | Categoría                         | Título                  | Resultado |
| ---- | ------------------- | --------------------------------- | ----------------------- | --------- |
| 2008 | Ivor Novello Awards | Best Song Musically and Lyrically | «Love Is a Losing Game» | Ganadora  |

## Posicionamiento en listas
| Lista (2007)          | Mejor posición |
| --------------------- | -------------- |
| Italian Singles Chart | 24             |
| UK Singles Chart      | 46             |
| UK R&B Singles Chart  | 6              |